# Kajerkan
Kajerkan (rusky Кайерка́н) je sídlo v Rusku v severní části Krasnojarského kraje, od Krasnojarsku je vzdálen asi 1560 km. V současné době je administrativně součástí města Norilsk, je jeho satelitním městem (город спутник/gorod sputnik). Norilsk leží asi 30 km východně od Kajerkanu.
V roce 2005 zde žilo 27 300 lidí.
Název města znamená v dolganštině "překážka, bariéra". Možná je spojen s jakutským хайыр ("chajyr" - skála, kámen) a evenckou zdrobňující příponou кан ("kan"). Slovo Kajerkan lze tedy také vykládat například jako "nízká skála", "nízká hora" apod.

## Historie
Kajerkan byl založen roku 1943 jako osada pro horníky a stavitele, později získal význam i jako město hutníků. Na jeho budování se podíleli hlavně vězni z Norillagu, jednoho ze stalinských gulagů, jehož centrem byl Norilsk a který fungoval do roku 1956. Od roku 1957 byl Kajerkan sídlem městského typu a roku 1982 získal status města. Roku 2005 byl (stejně jako město Talnach) včleněn do Norilsku.
Zdejší ložiska uhlí byla využívána od roku 1945. Od roku 1957 byl budován a roku 1962 zprovozněn uhelný lom, vůbec první za polárním kruhem. Těžba uhlí ztratila na významu poté, co v roce 1970 podniky Norilského báňského a hutního kombinátu (Норильский горно-металургический комбинат) začaly jako topivo používat plyn. Budování nového Naděždského hutnického závodu (Надеждинский металлургический завод/Naděždinskij metallurgičeskij zavod) však vyžadovalo další městskou výstavbu a Kajerkan byl zachráněn od většího úpadku.

## Obyvatelstvo
| Vývoj počtu obyvatel |       |       |        |        |        |        |        |        |
| Rok                  | 1959  | 1970  | 1979   | 1989   | 1999   | 2002   | 2005   | 2010   |
| Populace             | 5 200 | 4 700 | 18 000 | 27 800 | 24 900 | 27 100 | 27 300 | 22 334 |

Velkou část obyvatel tvoří horníci a jejich rodiny.

## Zástavba
Město působí celistvě, protože je téměř po celém obvodu ohraničeno osmipatrovými paneláky. Mimo jiné jsou zde 3 mateřské školy, 5 všeobecně vzdělávacích škol, bazén a kulturně-odpočinkové centrum "Harmonie" (Гармония).

## Hospodářství

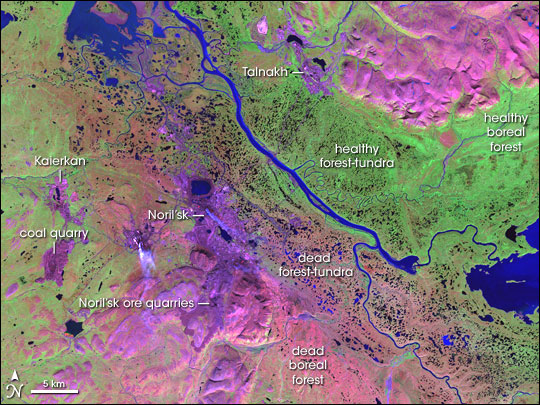
Satelitní snímek okolí ve falešných barvách ukazující poškození přírody v souvislosti s těžbou. Zeleně plochy porostlé vegetací, fialově a růžově místa bez vegetace (včetně měst a hor). Lze zřetelně rozeznat sloupec dýmu stoupající z Norilsku (na snímku modrý). Vlevo nahoře je vidět jižní cíp jezera Pjasino, vpravo dole západní část jezera Melkoje, mezi nimi řeka Norilka. Vysvětlivky:

Stejně jako v celé oblasti Norilska mají i v Kajerkanu zásadní význam odvětví související s těžbou, která má ovšem značný negativní vliv na životní prostředí. Místní polymetalické rudy a uhlí zpracovává Naděždský hutnický závod; Naděžda se nachází několik kilometrů jihovýchodně od Kajerkanu, blízko Norilsku. Těžba uhlí zanechala v okolí města četné šachty a rozsáhlé lomy.

## Doprava
Město se nachází na nejsevernější železnici světa (izolovaná trasa Talnach - Norilsk - Dudinka). S blízkým okolím je rovněž spojeno silnicí, dopravu na větší vzdálenosti obstarává blízké letiště u Alykelu (Алыкель).